# Томаківська Січ
47°37′23″ пн. ш. 34°35′42″ сх. д. / 47.62306° пн. ш. 34.59500° сх. д.
Томакі́вська Січ — укріплення запорозьких козаків на острові Томаківці на Дніпрі поблизу сучасного селища Червоногригорівка та міста Марганця, існувала ймовірно з 1540 до 1593 року, коли її зруйнували татари. Томаківська Січ найраніша з відомих січей Великого Лугу.

## Виникнення
Заснована за другим (після Хортиці) за площею острові на Нижньому Дніпрі — Томаківці. Першою літописною Січчю є Томаківська — саме про цей острів, на котрому на той час ще розміщувався лише уход, писав Марцін Бельський секретарю папського нунція в Речі Посполитій, Карлу Гамберіні 1584 

| «Дерева там багато і вони (козаки) так уміють боронити себе засіками що й зимою, як Дніпро змерзне, не бояться ніякого ворога, для більшої певності вирубають навколо лід». |
Того ж часу укріплення та козацькою радою описує Бартош Папроцький, в розповіді про поїздку на Запорожжя польського шляхтича Самуеля (Самійла) Зборовського.
Січовики брали участь у найбільшому в Україні повстанні 1591—1593 років під проводом Криштофа Косинського.
Після зруйнування січі татарами 1593 року запорожці переселилися на острів Базавлук і там заснували Базавлуцьку Січ на однойменному острові.
Як повідомляє Микола Костомаров, наприкінці 1647 року після невдалої спроби підняти повстання у місті Лебедині сюди втік чигиринський сотник Богдан Хмельницький разом зі старшим сином Тимошем та 15 козаками.
При спорудженні Каховського водосховища у 1950-х роках острів Томаківка був частково затоплений, у 1990-х роках встановлено пам'ятний знак, у 2016 році на західному краю зони відпочинку-пляжу на розмиваємому березі Каховського водосховища збудовано(координати 47°37'13пн.ш., 34°35'22с.д.) так звану «реконструкцію Січі», яка насправді мала знаходитись на північ, на вершині пагорба 47 м.
Поза Січчю, навпроти неї через колишню Дніпрову протоку Ревун знаходилося торговельне містечко, згодом село Городище (нині в межах м. Марганець), в районі провулка Ревун та вул. Колгоспній.